# Анновка-Терновская
А́нновка-Терновска́я (укр. Ганнівка-Тернівська) — село,
Супруновский сельский совет,
Белопольский район,
Сумская область,
Украина.
Код КОАТУУ — 5920688203. Население по переписи 2001 года составляет 230 человек .

## Географическое положение
Село Анновка-Терновская находится между реками Бобрик и Локня (2 км).
На расстоянии в 1,5 км расположены сёла Анновское и Супруновка.
По селу протекает пересыхающий ручей с запрудой.

## Экономика
- Молочно-товарная ферма.

## Объекты социальной сферы
- Школа.